# Pantofobi
Pantofobi eller omnifobi (frygt for alt) er en sygelig tilstand, der også kendes under navnet "uspecifik frygt". Patienten befinder sig i en tilstand af frygt uden nogen kendt årsag, og derfor er helbredelse også vanskelig. Sygdommen har været beskrevet som en "vag og vedvarende rædsel for et eller andet, ukendt ondt". 
Pantofobi ses oftest som en følgevirkning af skizofreni.